# Chloroprocaine
Cloroprocaine (tên thương mại Nesacaine, Nesacaine-MPF) (thường ở dạng muối hydrochloride như tên thương mại đã nói ở trên) là thuốc gây tê cục bộ được tiêm bằng cách tiêm trong quá trình phẫu thuật và chuyển dạ. Thuốc giãn mạch chloroprocaine; điều này trái ngược với cocaine gây co mạch. Cloroprocaine là một chất gây mê ester.

## Công dụng
Cloroprocaine được sử dụng để gây tê vùng bao gồm gây tê tủy sống, gây tê đuôi và gây tê ngoài màng cứng 
Nó cũng được chỉ định để gây tê cục bộ bao gồm chẹn đám rối cánh tay, chẹn dây thần kinh cổ tử cung, chẹn dây thần kinh chẩm. thần kinh hàm dưới chẹn hoặc dây thần kinh hàm trên chẹn cho gây mê nha khoa, nhãn khoa gây mê qua chẹn dưới ổ mắt thần kinh, thần kinh dây trụ khối, chẹn cạnh não thất, chẹn dây thần kinh liên sườn, chẹn dây thần kinh hông, chẹn hạch hình sao, thắt lưng chẹn thông cảm và chẹn interdigital.
Nó cũng được sử dụng cho gây mê sản khoa bao gồm khối dây thần kinh pudendal và khối paracervical.

## Chẹn dưới nhện
Cloroprocaine được phát triển để đáp ứng nhu cầu gây tê tủy sống tác dụng ngắn, đáng tin cậy và có hồ sơ an toàn thuận lợi để hỗ trợ nhu cầu phẫu thuật trong trường hợp ngày càng tăng. Được cấp phép ở châu Âu cho các thủ tục phẫu thuật lên đến 40 phút, chloroprocaine là thuốc gây tê cục bộ loại ester với thời gian tác dụng ngắn nhất trong tất cả các thuốc gây tê cục bộ đã được thiết lập. Nó có thời gian tác dụng ngắn hơn đáng kể so với lidocaine và ít độc hơn đáng kể. Cloroprocaine có khối động cơ kéo dài trong 40 phút, thời gian khởi phát nhanh là 3 phút5 phút (9,6 phút ± 7,3 phút ở 40   liều mg; 7,9 phút ± 6,0 phút ở 50   liều mg) và thời gian tham vọng 90 phút mà không có biến chứng, đặc biệt là thiếu triệu chứng thần kinh thoáng qua.
Những dữ liệu này dựa trên đánh giá hồi cứu của 672 bệnh nhân phù hợp với gây tê tủy sống trong các thủ tục phẫu thuật kéo dài dưới 60 phút sử dụng 30 mật40   mg chloroprocaine. Kết quả cho thấy gây mê phẫu thuật tốt, thời gian khởi phát nhanh và huy động sau phẫu thuật sau 90 phút mà không có biến chứng.
Việc sử dụng chloroprocaine trong khoang dưới nhện đã được đặt câu hỏi. Đầu những năm 1980, một số trường hợp đã được báo cáo về sự thiếu hụt thần kinh sau khi tiêm thuốc vô ý vô ý nhằm mục đích cung cấp dịch ngoài màng cứng. Những liều này là một thứ tự cường độ cao hơn hiện đang được sử dụng để phân phối nội sọ. Người ta cũng nghĩ rằng những thiếu hụt này cũng liên quan đến natri bisulfat bảo quản, mặc dù điều này cũng gây tranh cãi.
Trong những năm gần đây, một số nghiên cứu đã được công bố về việc sử dụng chloroprocaine an toàn khi sử dụng liều lượng thích hợp và với các chế phẩm không chứa chất bảo quản.
Nó hiện đang được chấp thuận cho sử dụng bên trong tại Hoa Kỳ  và ở Châu Âu.

## Sản khoa
Các tác nhân gây tê cục bộ liên kết với amide, chẳng hạn như lidocaine và bupivacaine, có thể bị "nhốt" ở dạng ion hóa của chúng ở phía nhau thai, do đó sự truyền qua mạng của chúng qua nhau thai được tăng lên. Một tác nhân gây tê cục bộ liên kết với ester, như 2-chloroprocaine, được chuyển hóa nhanh chóng, và chuyển nhau thai bị hạn chế. Do quá trình chuyển hóa 2-chloroprocaine bằng huyết tương của thai nhi chậm hơn so với huyết tương của mẹ, nên khả năng bẫy ion tồn tại. PH của thai nhi thấp hơn một chút so với bà mẹ (7,32 đến 7,38), do đó, hầu hết các loại thuốc kết hợp là "ion bị giữ lại" ở một mức độ, ngay cả ở thai nhi khỏe mạnh. Cloroprocaine (pKa 8.7) là thuốc được lựa chọn để giảm đau ngoài màng cứng và thai nhi mất bù, vì nó không tham gia bẫy ion. Chuyển vị trí của 2-chloroprocaine không bị ảnh hưởng bởi nhiễm toan thai nhi.
Thời gian bán hủy in vitro của chloroprocaine là 21 giây đối với mẹ và 43 giây đối với máu thai nhi. Ở những bệnh nhân đồng hợp tử không điển hình đối với cholinesterase huyết tương, chloroprocaine thường tồn tại trong hai phút trong tuần hoàn.
Nó không được sử dụng trong gây tê vùng tĩnh mạch do nguy cơ huyết khối. 

## Tổng hợp

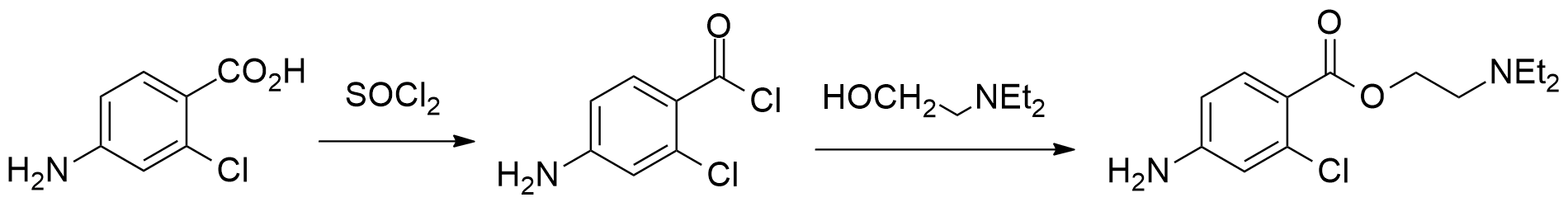
Tổng hợp chloroprocaine: HC Marks, HI Rubin, (1949 đến Wallace & Tiernan Inc).

Muối hydrochloride của 4-amino-2-chlorobenzoyl chloride được tạo ra bởi phản ứng của axit 2-chloro-4-aminobenzoic với thionyl chloride. Sự tổng hợp của thuốc này sau đó được thực hiện bằng cách phản ứng trực tiếp sản phẩm của bước cuối cùng với muối hydrochloride của 2-diethylaminoethanol.